# Kakaós csiga
A kakaós csiga (eredeti nevén: csokoládés tekerge) édes péksütemény, amelyet általában leveles tésztából készítenek, de házilag a kelt tészta is jellemző. A tészta csiga alakban tekeredik fel, majd közé kakaókrém kerül. Tetejére rendszerint porcukor kerül díszítés gyanánt. Rokon sütemények még a diós csiga, a csokis csiga, a mogyorós csiga, a fehér csokis csiga, fahéjas csiga és a pizzás csiga, melyek mind az eredeti sütemény megreformált változatai.

## Története
Az 1700-as évekből ismert Chelsea bun feltekercselt kelt tésztás édesség volt, melyet citromhéjjal, fahéjjal, mazsolával fűszereztek.
A darázsfészek nevű sütemény Erdélyben terjedt el igazán. Itt a töltelékhez vajat, cukrot és esetleg diót tettek.
A 19. században terjedt el Schnecken néven elsősorban német nyelvterületen. Fahéjjal, diófélékkel fűszerezték. Ennek egyik változataként, Schokoschnecke néven vált népszerűvé a csokis (kakaós) csiga.
Karcag környékén ferdinánd tekercs néven ismert változata 1923 óta ismert, 2013-ban a Vidékfejlesztési Minisztériumtól "Hagyományos Ízek Régiók" védjegyet kapott.
Az Egyesült Államokban a 19. század során vált népszerűvé a fahéjas fűszerezésű cinnamon roll (vagy sticky bun). Február 21-én ünneplik a süteményt.
A klasszikusnak vett magyar kakaós csigát Pösch Mór találta fel 1908-ban, és eredetileg csokoládés tekerge néven emlegette. Az édességet barátainak készítette el január 10-én, 33. születésnapja alkalmából. Végül olyan sok maradt meg, hogy a vásárlóinak is jutott belőle. Ekkor indult be a kakaós csiga több mint száz esztendeje töretlen karrierje. Azóta az iskolai büfék, pékségek és magyar konyhák állandó péksüteményévé vált.
Általában reggelire szokás fogyasztani, de desszert lévén bármilyen főétkezés után remek édességként szolgálhat.

## Elkészítési módja
A tojássárgákat a cukorral habosra keverik, majd hozzáöntenek három deciliter tejet. A maradék tejet meglangyosítják, belemorzsolják az élesztőt, és egy kiskanál cukorral felfuttatják. A lisztbe beleöntik a tojássárgás és élesztős masszát, és kicsit összekeverik. Majd hozzáadják az olvasztott vajat, és összegyúrják az egészet. Egy órán keresztül kelesztik. Ha megkelt, kétfelé szedik a tésztát. A belisztezett deszkán nyújtják ki az egyiket egy centiméter vastagra. Olajjal megkenik a tetejét, és rászórják a kakaó felét. Óvatosan feltekerik, majd levágnak belőle 2–3 cm-es szeleteket. Ugyanezt teszik a másik adag tésztával is. A tepsit kibélelik sütőpapírral, ráhelyezik a csigákat, és előmelegített sütőben kisütik.